# 막돼먹은 영애씨 10
《막돼먹은 영애씨 10》은 tvN에서 2012년 4월 13일부터 2012년 8월 31일까지 방영했으며, 《막돼먹은 영애씨》 시리즈 중 열 번째 드라마다.

## 등장 인물

### 영애네 집
- 김현숙 : 이영애 역 - 아름다운 사람들 디자인 팀장
- 송민형 : 이귀현 역 - 아버지
- 김정하 : 김정아 역 - 어머니
- 정다혜 : 이영채 역 - 동생
- 고세원 : 김혁규 역 - 이영채의 남편
- 안재민 : 안재민 역 - 이종사촌 동생
- 김동범 : 김동범 역 - 안재민의 친구

### 아름다운 사람들
- 김산호 : 김산호 역 - 아름다운 사람들 이사
- 유형관 : 유형관 역 - 아름다운 사람들 사장
- 윤서현 : 윤서현 역 - 아름다운 사람들 영업차장
- 정지순 : 정지순 역 - 아름다운 사람들 영업과장
- 임서연 : 변지원 역 - 전업주부, 이영애의 친구
- 심진보 : 심진보 역 - 아름다운 사람들 디자이너
- 하연주 : 하연주 역 - 아름다운 사람들 디자이너

### 그 외
- 이용주 : 이용주 역 - 김혁규의 친구

### 특별출연
- 이미도 : 이미도 역 - 아름다운 사람들 디자이너(퇴사) (1화)
- 이상훈 : 이상훈 역 - 변지원이 이영애에게 소개해준 남자 (18화, 19화)

## 회차별 부제
| 2012년 | 2012년   | 2012년                            |
| 회차   | 방송일자 | 부제                              |
| ------ | -------- | --------------------------------- |
| 제1회  | 4월 13일 | 비만과 편견                       |
| 제2회  | 4월 20일 | 탈선 금지                         |
| 제3회  | 4월 27일 | 나만 베푸냐? 나만 베프야?!        |
| 제4회  | 5월 4일  | 불효녀는 (싸)웁니다.              |
| 스페셜 | 5월 11일 | 스페셜 히든트랙                   |
| 제5회  | 5월 18일 | 그 남자 작전, 그 여자 작당        |
| 제6회  | 5월 25일 | 영애 위치, 샌드위치               |
| 제7회  | 6월 1일  | 생일 선물의 맛                    |
| 제8회  | 6월 8일  | 진상들은 모르는 진상              |
| 제9회  | 6월 15일 | 접대하는 남자들, 폭력 쓰는 여자들 |
| 제10회 | 6월 22일 | 남자가 탐내는 그것                |
| 제11회 | 6월 29일 | 너와 함께 살빼고 싶다             |
| 제12회 | 7월 6일  | 주사 맞고, 주사 부리고            |
| 제13회 | 7월 13일 | 진실도 아니고, 진심도 아니었다    |
| 제14회 | 7월 20일 | 애인상실, 어이상실                |
| 제15회 | 7월 27일 | 쿨하지 못해 미안해                |
| 제16회 | 8월 3일  | 벗겨진 비키니와 착각              |
| 제17회 | 8월 10일 | 시간을 되돌리는 시계              |
| 제18회 | 8월 17일 | 충주에 있어도, 마음만은 특별시다  |
| 제19회 | 8월 24일 | 오빠가 참으라고 했다              |
| 제20회 | 8월 31일 | 너랑 결혼하려면...                |